# Кино (група)
Вижте пояснителната страница за други значения на Кино.
„Кино́“ е съветска рок група, сред най-популярните в СССР през 1980-те години.
Създадена е в Ленинград от Виктор Цой. За 8-годишното си съществуване групата има издадени 9 албума. Сред най-големите хитове на групата са „Звезда по имени Солнце“, „Группа крови“ (саундтрак към филма Игла), „Последний герой“, „Спокойная ночь“ и „Хочу перемен“. Стилът на Кино̀ се различава от традиционния руски рок, като често се използват програмни ефекти и дръм машини. След смъртта на Цой и последвалия разпад на групата са издадени много компилации и концертни албуми.

## История
Кино е основана през 1981 г. от членовете на 2 ленинградски групи – „Палата № 6“ и „Пилигрим“. Първоначално групата се нарича „Гарин и гиперболоиди“ по името на фантастичния роман Хиперболоидът на инженер Гарин на Алексей Толстой. Групата е съставена от Виктор Цой, китариста Алексей Рибин и барабаниста Олег Валинский. Със започването на репетициите, Валинский е свикан на военна служба и напуска групата. През пролетта на 1982 г. започват да свирят в Ленинградски рок клуб и се срещат с влиятелния музикант Борис Гребеншчиков. По това време сменят името си на Кино. Това име избрано, защото е смятане за кратко и „синтетично“, а членовете на групата се гордеят, че то има само две срички и лесно се произнася от хората по света. Цой и Рибин по-късно споделят, че идеята за името им хрумва, след като виждат ярка табела на кино.

## Дискография

### Албуми
- 1982 – 45
- 1983 – 46
- 1984 – Начальник Камчатки
- 1985 – Это не любовь
- 1986 – Ночь
- 1988 – Группа крови
- 1989 – Звезда по имени Солнце
- 1990 – Кино/Чёрный альбом

### Компилации
- 1989 – Последний герой
- 1992 – Неизвестные песни
- 1996 – Легенды русского рока. Кино
- 2000 – История этого мира
- 2000 – Лучшие песни 82 – 88
- 2000 – Лучшие песни 88 – 90
- 2001 – Grand Collection
- 2002 – Кино в кино
- 2002 – Последние записи

### Концертни албуми
- 1996 – Концерт в рок-клубе (2CD) (запис от 1985 година)
- 2002 – Первые записи. „Гарин и гиперболоиды“
- 2002 – Live. 1988 – 1990 (2CD)
- 2002 – Концерт в Дубне. 1987
- 2004 – Неизвестные записи